# Xinhua (köping i Kina, Inre Mongoliet)
Xinhua (kinesiska: 新华, 新华镇) är en köping i Kina. Den ligger i den autonoma regionen Inre Mongoliet, i den norra delen av landet, omkring 850 kilometer öster om regionhuvudstaden Hohhot. Antalet invånare är 29443. Befolkningen består av 14 162 kvinnor och 15 281 män. Barn under 15 år utgör 13,0 %, vuxna 15-64 år 75 %, och äldre över 65 år 11,0 %.
Genomsnittlig årsnederbörd är 542 millimeter. Den regnigaste månaden är juli, med i genomsnitt 138 mm nederbörd, och den torraste är januari, med 3 mm nederbörd.